# Gaviões
Gavião do Pará (Gavião do Mãe Maria, Parkatêjê, Parkatejê, Parakáteye, Parakatejê, Gaviões), pleme istočnobrazilskih Indijanaca iz grupe Istočnih Timbira jezično srodni grupi Gavião do Maranhão, porodica Gé. U prvoj polovici 20. stoljeća podijeljeni su na tri lokalne grupe u bazenu Tocantinsa: Parkatêjê vlastiti, čiji ime znači 'oni što žive niz rijeku'. Druga grupa je Kyikatêjê ili 'uzvodni narod', koji zaratiše sa skupinom Parkatêjê, pa su izbjegli u Maranhão, gdje ih se ne smije brkati sa skupinama Pukôbjê (Gavião do Maranhão) i Krinkatí. Treća skupina su Akrãtikatêjê (planinska skupina ili  'planinska grupa' ; akrãti znači planina i jê= ljudi) s rijeke Capim. -Danas žive na rezervatu Mãe Maria (općina Bom Jesus do Tocantins). Godine 1984. izgrađeno je za njih selo Kaikoturé nedaleko grada Marabá. Populacija: 176 (1985); 338 (1998).

## Ime
Naziv Gavião označava jastreba i dan je različitim Timbira grupama u državama Pará i Maranhão, te nesrodnom plemenu Digut iz Rondônije. Curt Nimuendajú ovu skupinu označava kao zapadne ili šumske ("ocidentais", "de oeste",  "da mata").

## Lokalne skupine
U prvoj polovici 20. stoljeća ‘Zapadni Gavião’ sastojali su se od tri grupe koje su prema svome lokalitetu u bazenu Tocantinsa:
- Parkatêjê,  “o povo de jusante” ili uzvodni narod od  'Par'  = niz rijeku, jusante +  'katê'  =označava vlasnika, dono +  'jê'  =narod, povo.
- Kyikatêjê, "o povo de montante", ili uzvodni narod, gdje ' kyi'  znači cabeça. od plemena Parkatêjê separirali su 2001.
- Akrãtikatêjê,  'planinska grupa' ' "turma da Montanha", od akrãti = planina (=montanha). Ovi su se naselili uz rijeku Capim.

## Jezik
jezik gavião do Pará pripada porodici gé, skupini timbira, te je srodan s krikati-timbira, canela, i krahô. 

## Povijest
Prvi kontakti s Gaviõesima započinje u kasnom 19. stoljeću, a njihovo stanište tada se nalazilo na rijekama Jacundá i Moju, gdje su se njihova sela održala sve do 1960.-tih godina. Prvi kontakti bili su kratkotrajni, obično vizualni i prijateljski, a bijelci nisu od rijeke zalazili dublje u šumu. Početkom 20. stoljeća socioekonomsku infrastrukturu srednjeg Tocantinsa počiva na iskorištavanju njezinog šumskog blaga, posebno se traži guma, copaiba ulje (snažni prirodni antibiotik, poznat curanderosima) koje se dobiva od drveta Copaifera sp, i brazilski orah. Na ovom mjestu niknut će grad Marabá i doći do zalaska bijelih Brazilaca dublje u šumu što će dovesti i do konflikata i s Gaviões Indijancima. Najviše okršaja ima s pobiračima brazilskog oraha. Kako bi stali na put napadima Gaviõesa koji se dešavaju 1930.-tih i 1940.-tih godina lokalni političari, trgovci i plantažeri oraha u glavnom centru Marabá organiziraju ekspedicije za konačnim uništenjem Gaviõesa.
Podizanjem SPI-jeve postaje 1937. na rijeci Ipixuna, počele su je posječivati različite indijanske grupe poradi trgovine. Jedan takav posjet završio je ubojstvom jednog radnika u kojega su odapeli više strijela. Godine 1945. SPI mijenja lokaciju postaje na mjesto poznato kao Ambauá. Njezinim utemeljenjem stići će u taj kraj i nove bolesti koje će dovesti do depopulacije zemlje Gaviõesa. Do okršaja Indijanaca i bijelaca dolazi i 1960.-tih izgradnjom autoputa PA-70 koja je puštena u promet 1964. Autoput će privući još više naseljenika koja zadiru na indijanski teritorij. U novijoj povijesti napredak Brazila je sve veći, a Indijanci će u posljednjih 20 godina dobiti odštetu na oduzetu zemlju prilikom izgradnje cesta BR PA-332, željeznice  'Carajas'  {Estrada de Ferro do Carajás (EFC)} i Eletronorte. Pleme će tako postati sjedilačko, pretežno na rezervatu Mãe Maria, te su prihvatili upotrebu motornih vozila za putovanja i napustili tradicionalne lovačke i agrikulturne aktivnosti. 

## Život i običaji
Dosada nijedan rad nije iscrpno opisao kulturu Gaviõesa, a nakon traumatske pacifikacije 1970.-tih u kojoj su izgubili 70% populacije, Indijanci iznova rekonstuiraju svoj način života. Etnolozi koji su pomešto pisali o Gaviõesima, Roberto DaMatta, Expedito Arnaud i Iara Ferraz bave se odnosima u međuetničkim kontaktima. 
Novoizgrađeno selo Kaikoturé, sastavljeno od 33 kuće postavljenih kružno (200 m. u dijametru), tradicionalni je oblik Timbira-sela, kojeg su Gaviõesi ponovno adoptirali.

## Vanjske poveznice
- Gavião Parkatêjê  Arhivirana inačica izvorne stranice od 13. veljače 2008. (Wayback Machine)